# 53-61 (魚雷)
53-61型は、ソビエト連邦が開発した対艦誘導魚雷。また発展型の53-65型についても本項目で扱う。

## 53-61
ソビエト連邦では、第2次世界大戦中にレニングラード近郊で撃沈したドイツ海軍のU-250からG7es（TV）魚雷を鹵獲し、これをもとに誘導魚雷の開発に着手していた。これによって開発されたSAET-50型は、1950年よりソ連海軍に引き渡された。またこれとは別に、1950年より、第400研究所によってタービン・エンジンを備える長射程無航跡魚雷の開発が着手されており、これによって開発された53-57型魚雷は1957年に海軍に引き渡された。これらを組み合わせた魚雷として開発されたのが本型であり、1962年より実戦配備された。
本機は、灯油（ケロシン燃料）と過酸化水素酸化剤によるタービン・エンジンを備えている。誘導装置としては、目標の船体および推進器より発生する微細な気泡を追尾するという『ウェーキホーミング（航跡追尾）方式』を採用している。当初はアクティブ型を採用していた。1964年には光学式のS-380型誘導装置が実用化され、これを搭載した53-61M型が開発されたものの、当時の技術では実用性に欠けたことから、1968年より、改良型アクティブ型誘導装置を搭載した53-61MA型に再換装された。

## 53-65
これらの改良と並行して、1965年には、タービンの燃焼室を2個にすることで出力を増強した53-65型が実用化された。これにより、最大雷速は55ノットから68.5ノットに強化された。また1969年には、エンジンを更に近代化し、出力を1,800馬力に強化するとともに射程を延伸した53-65M型が配備された。しかし、過酸化水素の扱いの難しさから、これらの魚雷は特に整備性や安全性に問題があったことから、1969年には、過酸化水素のかわりに酸素を用いる53-65K型が配備された。また輸出型として53-65KE型も開発され、アルジェリア、中国、インド、イラン、ポーランド、ルーマニアに輸出された。1996年時点の単価は60〜80万ドルであった。